# Pivni, Ielaneț
Pivni (în ucraineană Півні) este un sat în comuna Iasnohorodka din raionul Ielaneț, regiunea Mîkolaiiv, Ucraina.

## Demografie
Componența lingvistică a localității Pivni
     Ucraineană (85,06%)
     Rusă (12,64%)
     Română (1,15%)
     Belarusă (1,15%)
Conform recensământului din 2001, majoritatea populației localității Pivni era vorbitoare de ucraineană (85,06%), existând în minoritate și vorbitori de rusă (12,64%), română (1,15%) și belarusă (1,15%).